# Kotar
Kotar é uma cidade e uma nagar panchayat no distrito de Satna, no estado indiano de Madhya Pradesh.

## Geografia
Kotar está localizada a 24° 43′ N, 80° 59′ L. Tem uma altitude média de 298 metros (977 pés).

## Demografia
Segundo o censo de 2001, Kotar tinha uma população de 6863 habitantes. Os indivíduos do sexo masculino constituem 51% da população e os do sexo feminino 49%. Kotar tem uma taxa de literacia de 53%, inferior à média nacional de 59,5%: a literacia no sexo masculino é de 66% e no sexo feminino é de 40%. Em Kotar, 18% da população está abaixo dos 6 anos de idade.